# Bargusis
Els bargusis (llatí: Bargusii, grec antic: Βαργουσίοι), anomenats també bergistans (llatí: Bergistani, o més aviat Bergitani), foren un poble iber, probablement emparentat amb els ilergets, que probablement vivia a les valls del Cardoner i de l'alt Llobregat.
Apareixen mencionats per primera vegada en el context de la Segona Guerra Púnica pels historiadors Polibi de Megalòpolis i Titus Livi, que expliquen com els romans anaren a cercar aliats després que els cartaginesos prenguessin Sagunt i entre d'altres tengueren contactes amb els bargusis; i més tard es diu que foren vençuts per Hanníbal quan es dirigia cap als Pireneus. Sembla que tornen a aparèixer en el context de la revolta ibèrica contra Roma del 197 aC, poc després de la Segona Guerra Púnica, ara sota el nom de Bergistani: Livi diu que set castella bergistans es revoltaren i que el cònsol Marc Porci Cató sufocà la revolta; els bergistans es tornaren a alçar i aleshores Roma va vendre els revoltats com a esclaus. El mateix any, Livi torna a relatar que el Bergium castrum (segurament la capital, la qual hom ha volgut identificar amb Berga) fou capturat per uns revoltats contra el poder romà, i que el cabdill local s'alià amb el cònsol Cató per recuperar el poder sobre el territori.
Els bargusis no tornen a aparèixer, ni entre els historiadors ni entre els geògrafs; val a dir, però, que entre les poblacions ilergets Claudi Ptolemeu cita una Βεργουσία ('Bergusia'), que hom ha volgut identificar amb el Bergium castrum o, si més no, amb els bargusis. Això ha portat alguns historiadors a pensar que els ilergets i els bargusis fossin dos pobles pròxims, o que el segon fes part del primer. En qualsevol cas, llur desaparició de la història fa pensar que, posteriorment, fossin considerats com a part d'un altre poble (com ara els ilergets o els lacetans, també veïns), o que rebessin un altre nom (cal recordar que la situació dels castel·lans és controvertida). Encara més, hi ha hagut historiadors que han assenyalat la possibilitat que els bergistans i els bargusis no fossin exactament el mateix poble.
Pel que fa a la toponímia actual, hom sol identificar el Bergium castrum amb la vila de Berga, mentre que el nom dels bargusis hom el relaciona amb el lloc de Bergús, que podria ser una continuació del nom de l'antiga tribu.